# Wróblina
Wróblina [pronunciación en polaco: /vruˈblina/] es un pueblo en el distrito administrativo de Gmina Tuliszków, dentro del Distrito de Turek, Voivodato de Gran Polonia, en el oeste de Polonia. Se encuentra aproximadamente 5 kilómetros al sur de Tuliszków, 15 kilómetros al oeste de Turek, y 102 kilómetros al sudeste de la capital regional, Poznań.
El pueblo tiene una población de 600 habitantes.